# Writ of Attainder
Col termine bill of attainder (alternativamente anche act of attainder o writ of attainder o bill of pains and penalties, in italiano genericamente atto di disonore) si indica un atto legislativo di area anglosassone che dichiara una persona o un gruppo di persone colpevole di alcuni crimini e li punisce senza processo. A differenza del risultato di un processo, il bill of attainder ha l'immediato effetto di annullare i diritti civili di una persona così come i suoi diritti di proprietà (che passano quindi ai suoi eredi), nonché la perdita di tutti i titoli nobiliari e, secondo l'uso originario, la vita stessa. Questa tipologia di atto venne utilizzato in particolar modo in Inghilterra dal XIV secolo al XIX secolo per portare ad esecuzione un gran numero di figure storiche.
L'uso di questo bill da parte del Parlamento fu ad ogni modo mal sentito perché possiede un ovvio potenziale di abuso e di violazione dei principi fondamentali, di cui il più importante è la separazione dei poteri, il diritto ad avere un giusto processo. Per queste ragioni i bills of attainder vennero espressamente banditi dall'art. I, sez. 9, della Costituzione degli Stati Uniti (1789) così come dalle costituzioni di tutti gli stati confederati.

## Uso secondo la legge inglese
La parola "attainder" è presente più volte nella common law inglese ed ha il significato di "disonorare". Secondo la legge inglese, un criminale condannato per crimini gravi (tra cui tradimento e fellonia) può essere dichiarato "disonorato", ovvero essere privato dei propri diritti civili: non può possedere proprietà proprie né lasciarne per testamento o volontà scritta. Le sue proprietà devono quindi essere cedute agli eredi o tornare alla corona. Se possiede dei titoli nobiliari questi devono tornare alla corona. La persona condannata solitamente era nei tempi antichi inviata alla pena di morte.
Per quei criminali che non si potessero raggiungere o che fossero ancora latitanti, dal momento della sua emissione il decreto di disonore entra comunque in essere e va a colpire ancora una volta essenzialmente titoli e proprietà del singolo, col divieto assoluto di tornare in patria pena la morte certa. Le uniche eccezioni in questo caso riguardano quelle persone morte prima dell'inizio dell'istituzione del decreto a loro carico (la pena non può essere concessa post mortem), a quanti rimangono uccisi durante la commissione di un crimine (felo de se) e nemmeno nel caso in quanti si trovassero morti sotto tortura (peine forte et dure).
Sull'altro fronte, quando una condanna diveniva effettiva, i problemi circa la confisca e la "corruzione del sangue" precludevano la sopravvivenza della famiglia. In alcuni casi relativi ai titoli nobiliari, la corona poteva eventualmente riassegnare le terre ed i titoli confiscati agli eredi del condannato. In altri casi la sorte di una persona colpita da bill of attainder poteva mutare a causa di cambiamenti politici se non era stato condannato, o per la sua famiglia se la pena era già stata eseguita (in quest'ultimo caso ne veniva rivalutata anche la memoria).
A differenza delle sentenze emesse dai tribunali, questo Act of Parliament poteva anche non prevedere delle pene pecuniarie accessorie che la famiglia doveva pagare, ma solo la punizione del singolo ed in questo caso assumeva la qualifica di bills of pains and penalties.
Talvolta questi bills sono stati criticati nell'uso che ne facevano i sovrani per punire quanti gli erano stati infedeli a livello personale o per confiscare ricche proprietà nelle mani di privati influenti senza il peso di un processo.
Il primo uso attestato del bill of attainder fu nel 1321 e venne usato contro Hugh le Despenser, I conte di Winchester e suo figlio Hugh Despenser il giovane, conte di Gloucester. Entrambi vennero disonorati per aver supportato Edoardo II d'Inghilterra durante i suoi contrasti con la regina.
In Inghilterra, i condannati a morte che furono soggetti a disonore furono tra gli altri Giorgio Plantageneto, I duca di Clarence (1478), Thomas Cromwell (1540), Margaret Pole, contessa di Salisbury (1540), Catherine Howard (1542), Thomas Seymour, I barone Seymour di Sudeley (1549), Thomas Howard (1572), Thomas Wentworth (1641), l'arcivescovo di Canterbury William Laud (1645) ed il duca di Monmouth. Nel caso di Catherine Howard, nel 1541 re Enrico VIII fu il primo monarca a delegare l'Assenso Reale al parlamento per evitare di essere lui stesso il mandante della morte di sua moglie.
Dopo aver sconfitto Riccardo III ed averlo rimpiazzato al trono d'Inghilterra, Enrico VII utilizzò il parlamento per agire contro il suo predecessore.
Anche se morti al tempo della restaurazione, i regicidi di Carlo I, John Bradshaw, Oliver Cromwell, Henry Ireton e Thomas Pride vennero tutti colpiti da un Bill of Attainder il 15 maggio 1660 retrodatato al 1 gennaio 1649. La proposta venne accettata all'unanimità da entrambe le camere del parlamento ed entrò in vigore effettivamente da 4 dicembre 1660, accompagnata dalla seguente aggiunta scritta:
Nel 1753, il capo giacobita Archibald Cameron di Locheil venne posto a morte sommaria sulla base di un bill di sette anni prima piuttosto che sulla base delle sue attività sovversive in Scozia. Questo fatto portò a delle proteste dell'opinione pubblica del tempo, anche tra coloro che pure non avevano simpatie giacobite.
L'ultimo uso attestato del bill of attainder risale al 1798 contro Lord Edward FitzGerald per aver guidato la Ribellione irlandese.

## IlGreat Act of Attainder
Nel 1688, il re inglese Giacomo II (Giacomo VII di Scozia), detronizzato dall'ascesa di Guglielmo III e Maria Stuart con la Gloriosa Rivoluzione, si recò in Irlanda col solo proposito di reclamare il suo trono. Dopo il suo arrivo, il Parlamento d'Irlanda raccolse una lista di nomi nel 1689 di quanti si erano rivoltati contro di lui, raggruppandone circa 200-300 in un bill of attainder. Quelli nella lista vennero portati a Dublino per ascoltare la sentenza. Un di questi, Lord Mountjoy, era imprigionato all'epoca nella Bastiglia, in Francia, e gli venne fatto pervenire il messaggio dal Parlamento irlandese che egli avrebbe dovuto evadere dalla sua cella per e recarsi in Irlanda per avere la giusta punizione, o avrebbe dovuto affrontare una morte ben peggiore, quella di essere impiccato e squartato.
Queste condanne ad ogni modo non ebbero effetto in quanto molti si opposero a questi giudizi ed a questa pratica di un sovrano che tecnicamente non era in grado di evocare un atto del genere, seppur avesse trovato la complicità di una parte del governo irlandese.

## La Seconda guerra mondiale
Il 1 gennaio 2006 con l'apertura dell'archivio segreto del gabinetto di guerra britannico della Seconda Guerra mondiale, si è scoperto che all'inizio del dicembre del 1942 il primo ministro Winston Churchill aveva pensato ad un sistema per una politica di esecuzioni sommarie nei confronti dei capi nazisti prigionieri degli inglesi, di modo da circuire eventuali ostacoli legali, e trovò questa soluzione proprio nell'uso dell'antico bill of attainder. Egli venne però dissuaso dal ministro Richard Law il quale gli fece notare come Stati Uniti e Unione Sovietica (i principali e più potenti alleati dell'Inghilterra) continuavano a dichiararsi comunque favorevoli ai processi legali.